# Helmuth Reichel
Helmuth Reichel (* 12. Oktober 1925 in München; † 21. Juni 2021 in Bern) war ein Schweizer Organist, Dirigent und Komponist.

## Leben
Helmuth Reichel wurde als Auslandsschweizer deutsch-russischer Herkunft in München geboren und wuchs dort auf. Mit acht Jahren begann er Klavier, mit elf Jahren Orgel zu spielen. 1939 emigrierte er in die Schweiz, wo seine Familie seit 1869 Bürgerrecht hatte. Nach Musikstudien in Bern, Einsiedeln und Nürnberg wurde er in der Zürcher Guthirt-Kirche als Organist verpflichtet und schloss kurz darauf seine Studien am Konservatorium Zürich ab. 1948 gab er die ersten Orgelkonzerte. Helmuth Reichel war ebenfalls eine kurze Zeit engagiert in der St Martinskirche in Zürich-Fluntern, wo er als Organist amtete.
Reichels Weiterbildung erfolgte unter Günther Ramin, wesentliche musikalische Impulse erhielt er von Edwin Fischer, Wilhelm Furtwängler, Pablo Casals und Paul Hindemith. 1961 wurde er Organist in der reformierten Kirche Zürich-Oerlikon und wirkte dort bis zu seiner Pensionierung. Reichel gründete die Bach-Kantorei in Zürich und gab mit ihr regelmässig Orgel- und Chorkonzerte in der Tonhalle Zürich.
Helmuth Reichel lebte in Arni AG, später in Bern und unterrichtete unter anderem eine Orgelklasse an der Kantonsschule Wettingen.